# Bosque de Piedras
Pour les articles homonymes, voir Bosque.

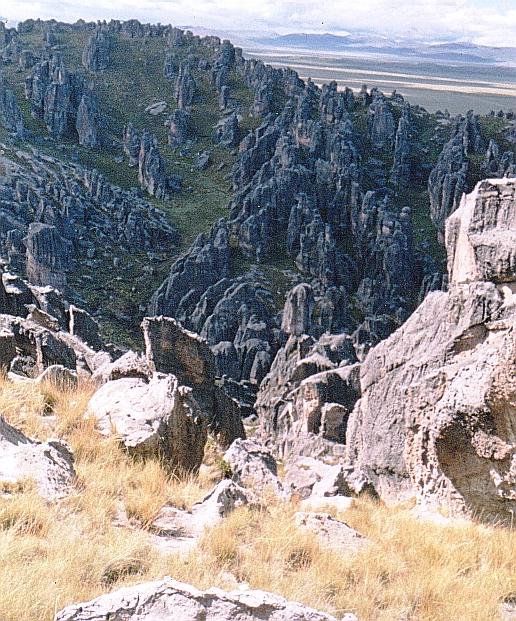
Une forêt de pierres

Le Bosque de Piedras de Huayllay est un plateau du Pérou transformé par l'érosion en un paysage fantastique, ce qui lui a valu son nom (Forêt de pierres).

## Situation géographique
Situé dans la Région de Pasco, ce plateau de 15 km de long sur 5 km de large domine la pampa de la Région de Junín. Son altitude varie entre 4 100 et 4 700 m.

## Origine géologique
La base du plateau est une série de calcaires du Crétacé et de roches détritiques (lutites, conglomérats) du Paléogène. Ces roches ont été plissées et érodées au cours de l'ère Cénozoïque. Puis au cours du Néogène, des couches d'ignimbrites se sont déposées en discordance sur ces couches plus anciennes. 
Ces ignimbrites sont d'anciennes nuées ardentes dont les principaux minéraux, feldspaths plagioclases, quelques biotites et quartz, ont été soudés à chaud au sein d'une matrice vitreuse partiellement cristallisée. Ces roches volcaniques sont légères (densité de 1,7) car poreuses (30 %) ; de plus, lors de leur refroidissement, des fentes verticales se sont créées. Ces deux dernières caractéristiques ont facilité par la suite l'action de l'érosion.
Cette érosion a été le fait de plusieurs facteurs : l'eau de pluie, le vent, mais aussi et surtout le gel. Il agit par cryoclastie, c'est-à-dire par dilatation de l'eau en train de geler dans les fissures de la roche, ce qui provoque l'écartement de la fissure et le détachement d'un fragment de roche. Or de nos jours, sous ce climat, le gel est très rare à cette altitude en saison humide ; il semble donc que l'essentiel des phénomènes de cryoclastie aient eu lieu pendant les périodes de glaciation de la fin du Cénozoïque.